# テディ・ハート
テディ・ハート（Teddy Hart、1980年2月2日 - ）は、カナダのプロレスラー。アルバータ州カルガリー出身。
プロレスの名門ハート家の出身で、祖父はスチュ・ハート。父がジョージア・ハート。母がB.J. アニス。詳しい家系図はハート・ファミリーを参照。

## 来歴
1995年に地元であるアルバータ州でデビュー。スタンピード・レスリングでレスリングを学ぶ。
1998年にWWF（現在のWWE）と契約。ドリー・ファンク・ジュニアのレスリング道場で修業。2003年8月にTNA、2003年9月にはRing of Honor入り。2004年にMLW、JAPW、WWE傘下のOVW、FCW、2007年にはイングランドやアメリカのインディ団体を転戦。同年11月からはAAAと契約。

## 得意技
ダイビング・ヘッドバット
ハート・アタック
テディ・ハートが使うシューティングスタープレスの名称
ハート・デストロイヤー
ダブルアーム・カナディアン・デストロイヤー
オープン・ハート・サーガリー1
リング内を向きながらコーナートップに立ち、飛んで前方270度回転と1回捻り（横方向360度回転）を同時に行いセントーン。
テディ・ハートのフィニッシュムーブの一つ。
オープン・ハート・サーガリー2
リング外を向いてコーナートップに立ち、飛んで後方270度回転と1回半捻り（横方向540度回転）を同時に行いレッグドロップ。
トリプル・バイパス
シューティングスター・レッグ・ドロップ
ハート・アタック2.0
コーナー最上段からシューティングスタープレスの体勢で跳躍したあと体を軽く捻り、仰向けになった相手にエルボードロップを決める。
ハート・レート
ベリー・トゥ・バック・シットダウン・パワーボム。
スチュ・ハート・スペシャル
ゴリースペシャルの体勢から仕掛けるシットダウン・パワーボム。
トゥウィリー・カッター
変型ダイヤモンド・カッター。
ダンジョン・ボム
バックドロップの体勢で投げ捨てた相手の首の後ろに右腕を回し、そのまま尻餅をついて相手の顔面をマットに痛打させる。
フィッシャーマンズDDT
スパイクDDT
シットアウト・ファイヤーマンズキャリー・フェイス・バスター
フジワラ・アームバー
パワーボム・ダブル・ニー・アタック
パワーボムの様に担ぎ上げて落とすときにリングに両膝を立てて寝転び、そのまま相手の背中を両膝の上に叩き落とす。
スプリングボード・ムーンサルト・プレス

## 獲得タイトル
Ballpark Brawl
- ボールパーク・ボウル・ナチュラルヘビー級王座：1回

JAPW
- JAPWヘビー級王座：1回
- JAPWライトヘビー級王座：1回
- JAPWタッグ王座：2回（w / ジャック・エバンス→ホミサイド）

PPWA
- PPWAジュニアヘビー級王座：1回

PWA
- PWAクルーザー級王座：1回

スタンピード・レスリング
- スタンピード・インタータッグ王座：1回（w / ブルース・ハート）

## 入場曲
- When the Music Stops - Eminem
- Lose Yourself - Eminem
- All Eyez On Me - 2Pac
- Perros - Cartel de Santa